# ويليام ريفيس
ويليام ريفيس (بالإنجليزية: William Reeves)‏ (1881 بملبورن في أستراليا - 1962) هو لاعب كريكت أسترالي. لعب مع فريق فكتوريا للكريكت.

## وصلات خارجية
- ويليام ريفيس على موقع إي آس بي آن كريك إنفو (الإنجليزية)